# Elvis Andrus
Elvis Augusto Andrus Torres (ur. 26 sierpnia 1988) – wenezuelski baseballista występujący na pozycji łącznika w Chicago White Sox.

## Przebieg kariery
W styczniu 2005 podpisał kontrakt jako wolny agent z Atlanta Braves, ale grał tylko w klubach farmerskich tego zespołu. W lipcu 2007 wystąpił w All-Star Futures Game. W tym samym miesiącu w ramach wymiany zawodników przeszedł do Texas Rangers i po rozegraniu w sezonie 2008 118 meczów w zespole Double-A Frisco RoughRiders i drugim występie w All-Star Future Games, 6 kwietnia 2009 zadebiutował w MLB w meczu przeciwko Cleveland Indians, w którym zaliczył double'a i zdobył runa. Dwa dni później w spotkaniu z Indians zdobył pierwszego home runa w MLB. W sezonie 2009 był zaliczył najwięcej spośród debiutantów uderzeń (128), runów (72), triple'ów (8), wszystkich baz ogółem (179) i skradzionych baz (33), jednak w głosowaniu do nagrody AL Rookie of the Year zajął 2. miejsce za Andrew Baileyem z Oakland Athletics.
W 2010 po raz pierwszy został powołany do Meczu Gwiazd jako rezerwowy łącznik. W kwietniu 2013 podpisał nowy, ośmioletni kontrakt wart 120 milionów dolarów. Jest rekordzistą klubowym pod względem liczby skradzionych baz.

## Nagrody i wyróżnienia
| Nagroda/wyróżnienie | Lata       | Źródło |
| 2× All-Star         | 2010, 2012 | [ 1 ]  |